# La Trace du papillon
La Trace du papillon, sous-titré Journal poétique (été 2006 - été 2007), est un livre de Mahmoud Darwich traduit en français et publié chez Actes Sud en 2009.
Cet ouvrage se compose d'une centaine de textes courts écrits en 2006 et 2007. Il y aborde de nombreux sujets. « Ses derniers écrits témoignent de son amour de la nature, du vin, des femmes... Même s'il évoque aussi les déboires de son peuple pour lequel il avait milité activement, jadis, au sein de l'OLP. »